# Periferia (Seurat)
Periferia (Banlieue) è un dipinto a olio su tela (32,4x40,5 cm) realizzato tra il 1881 ed il 1882 dal pittore francese Georges-Pierre Seurat.
È conservato nel Musée d'Art Moderne di Troyes.
La tela indaga sulla scarna periferia di una città in tutto il suo degradante e squallido aspetto. Per rendere al meglio la sensazione di alienazione dell'uomo nei confronti di una simile realtà, Seurat utilizza un impasto cromatico che, seppur tendente ai colori caldi come l'arancio ed il rosa, si risolve in una confusa bruma che sembra avvolgere le nude case e la fumante, minacciosa ciminiera sulla sinistra.